# Minua barloventensis
Minua barloventensis is een hooiwagen uit de familie Minuidae.